# Бананове пиво

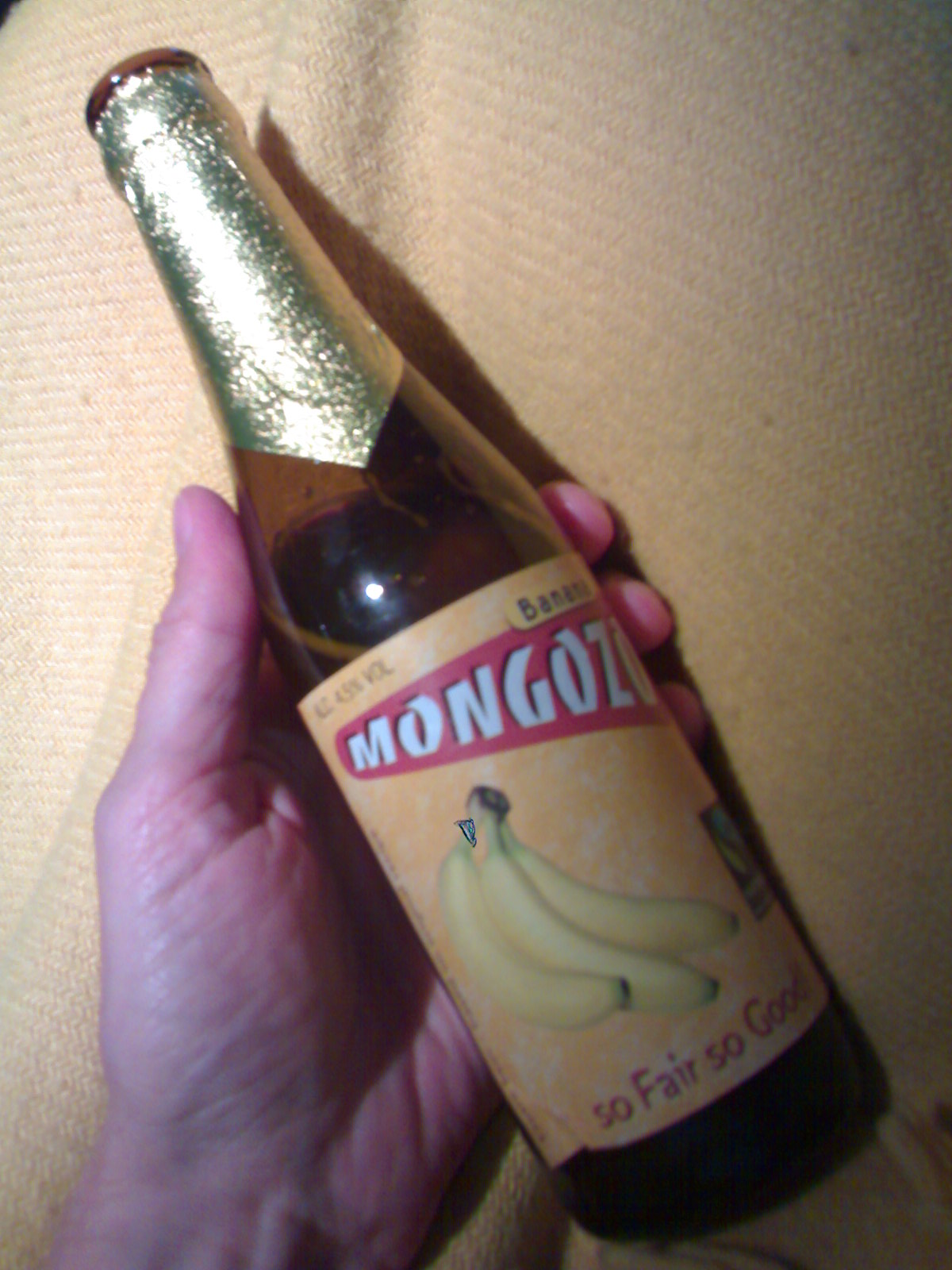
Бананове пиво, вироблене в Бельгії.

Банановое пиво — алкогольний напій, приготований методом бродіння з бананового пюре. Як джерело диких дріжджів додають сорго, просо або кукурудзяне борошно.

## Етимологія
В Кенії бананове пиво відоме як урвага, в Демократичній Республіці Конго — як касіксі, в Уганді — як мубісі, в Руанді та Бурунді — під назвою урвагва.

## Застосування
Бананове пиво іноді вживається під час ритуалів та церемоній. Аналогічний продукт під назвою мвенге виробляється в Уганді з бананів та сорго. Також можна зустріти під назвами касіксі, нокрарс, rwabitoke, урведенсія, урварумі та мілінда какі.

## Виробництво

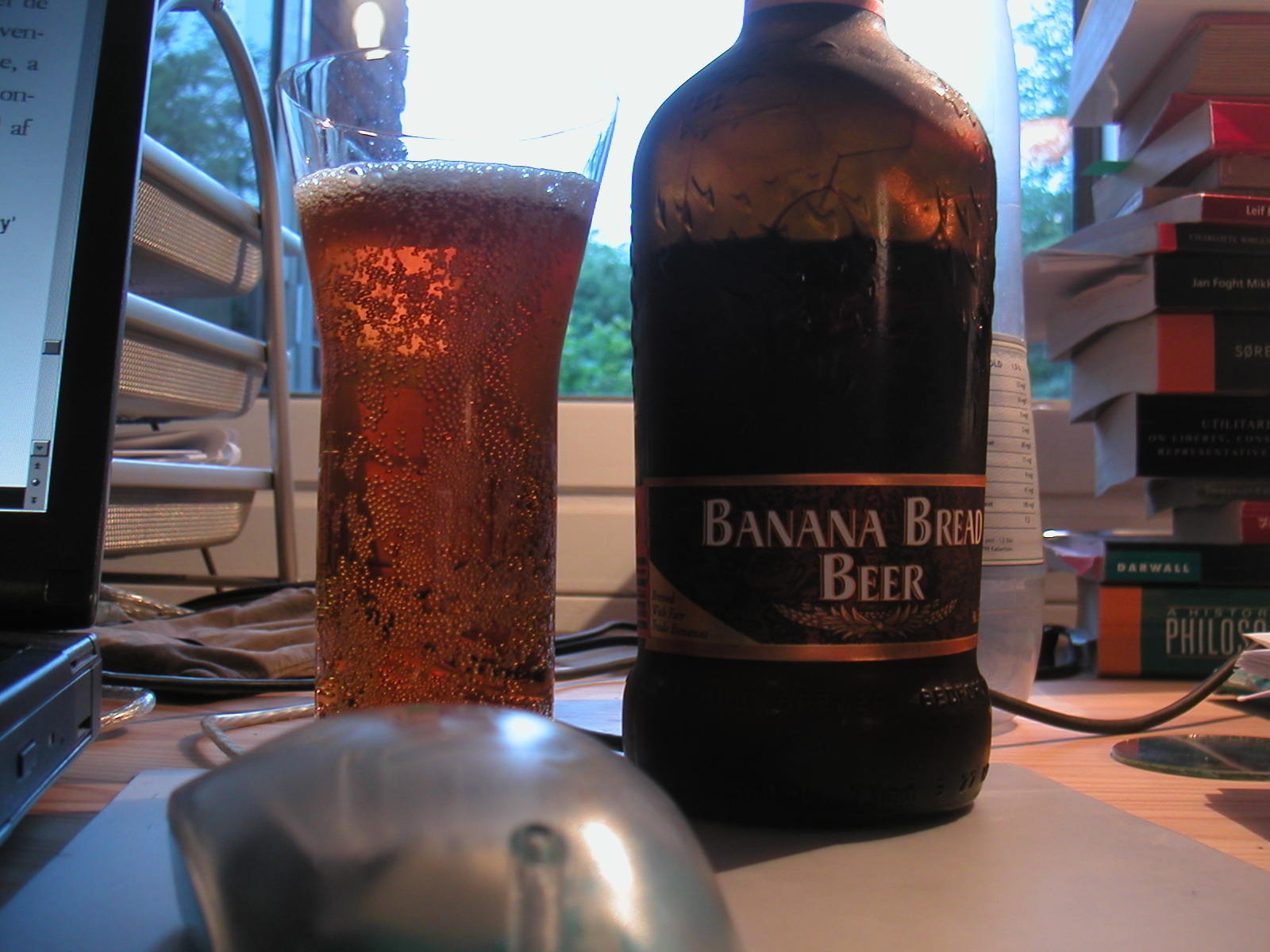
Бананове пиво

Бананове пиво виробляється зі стиглих (але не перестиглих) східно-африканських бананів Хайленд. Для того, щоб прискорити дозрівання бананів, заглиблення, вириті в землі, вистилають висушеними листям банана, які потім підпалюють. Поверх них укладають свіже листя банана, а потім незрілі банани. Потім їх покривають більш свіжим листям банана і псевдостеблами. Банани стають досить дозрілими після чотирьох-шести днів. Цей метод працює тільки в сухий сезон. Під час сезону дощів банани дозрівають, помістивши їх на тин біля варильного вогню.
Для бананового пива використовуються два типи бананів: ігікаші з різким смаком і ігісахіра з більш м'яким. Суміш для бананового пива складається з однієї третини ігікаші і двох третин ігісахіра. Після того, як банани дозріють, їх очищають. Якщо банани не можуть бути очищені вручну, це означає, що вони недостатньо стиглі. Після очищення, банани замішують до м'якого стану. Сік фільтрують, щоб отримати чистий банановий сік, який потім розбавляють водою. Сорго подрібнюють, злегка обсмажують і потім додають до соку. Цю суміш залишають бродити протягом 24 годин, а потім фільтрують.
Після фільтрації пиво упаковують в скляні або пластикові пляшки. При промисловому виробництві пиво можуть піддати пастеризації перед упаковкою, щоб зупинити бродіння та продовжити термін зберігання.

## Торгові марки
Приклади торгових марок:
- Mongozo Banana Beer
- Raha
- Agashya